# Proto-kartvélien
Le proto-kartvélien, kartvélien commun, proto-kartvèle ou kartvèle commun (géorgien :  წინარექართველური ენა ) est la reconstruction linguistique du tronc commun des langues kartvèles, parlé par les ancêtres des peuples kartvèles actuels. L'existence d'une tel tronc commun est largement acceptée par les spécialistes de la linguistique, qui en ont reconstitué les grands traits en comparant les langues kartvèles existantes entre elles.
Plusieurs linguistes, comme Gerhard Deeters ou Georgy Klimov, ont également reconstruit une proto-langue de niveau inférieur appelé « proto-karto-zanique » pour désigner l'ancêtre commun du géorgien et des deux langues zanes.

## Influences
Les modèles ablaut du proto-kartvélien sont très similaires à ceux des langues indo-européennes, et on pense donc que le proto-kartvèle a interagi avec l'indo-européen dès la protohistoire. On trouve un grand nombre de mots d'origine indo-européenne dans le proto-kartvèle, tels *mḳerd- (« sein »), indo-européen *ḱerd- (« cœur »)ou encore *ṭep- (« chaud »), indo-européen *tep-  « chaud ».

## Relation avec les langues actuelles
Les langues modernes dérivées du proto-kartvèle sont le géorgien, le svane, le mingrélien et le laze. Bien qu'elles ne soient pas mutuellement intelligibles, les deux dernières sont apparentées et considérées comme formant le sous-groupe des langues zanes. Les traits ablaut du proto-kartvèle sont mieux préservés en géorgien et en particulier en svane, qu'en mingrélien ou en laze, dans lesquels de nouvelles formes ont été mises en place.
Le système des pronoms du proto-kartvèle est distinct en raison de sa catégorie d'inclusif-exclusif : par exemple, il y a deux formes du pronom « nous » : une qui inclut l'auditeur et l'autre qui l'exclut. Ce trait a survécu en svane mais pas dans les autres langues kartvèles. Le svane comprend également un certain nombre d'archaïsmes de l'étape proto-kartvèle, et on pense donc que le svane s'est séparé du proto-kartvèle à un stade relativement précoce : le stade proto-kartvèle postérieur à cette première séparation est appelé « karto-zane », puis, une seconde séparation plus récente a distingué le géorgien du zane (mingrélo-laze).